# WebML
WebML (Web Modeling Language) est un langage graphique et une méthode pour le développement d'applications Web complexes. Il fournit des moyens de spécifications et des graphiques, le tout intégré dans un processus de conception.

## Principe
Cette méthode est construite sur cinq modèles (basés sur le modèle « entité-relation » d'UML) : 
- structure, dérivation,
- composition, navigation
- présentation.

Ces modèles sont développés dans un processus itératif du type MDA/MDD. Dans ses développements récents, le langage essaye d'intégrer la modélisation des processus business et la modélisation des services Web.